# Правителство на Социалистическа република Македония (9)
Деветото правителство на Социалистическа република Македония е формирано на 11 май 1965 година. Изпълнителният съвет остава на власт до 12 май 1967 година.

## Състав на Изпълнителния съвет
Съставът на правителството е следният:
- Никола Минчев – председател
- Асен Симитчиев – заместник-председател
- Кемал Сейфула – заместник-председател
- Ангел Арсов – член
- Васил Гривчев – член
- Веселинка Малинска – член
- Осман Мифтари – член
- Душан Поповски – член
- Боро Чаушев – член
- Ресул Шакири – член
- Митра Шаровска – член

## Републикански секретари[2]
- Боро Чаушев – републикански секретар за вътрешни работи
- Георги Цаца – републикански секретар за законодателство и организация
- Александър Кръстевски-Юлски – републикански секретар за бюджет и организация на управлението
- Борис Мильовски – републикански секретар за информация
- Методи Антов – републикански секретар за отбрана
- Илия Спировски – републикански секретар за финанси
- Васил Туджаров – републикански секретар за индустрия
- Драган Спировски – републикански секретар за търговия и туризъм
- инж. Кочо Китановски – републикански секретар за транспорт и връзки
- Киро Анастасов – републикански секретар за социална политика и комунални работи
- Васка Дуганова – републикански секретар за труд
- инж. Драги Траяновски – републикански секретар за земеделие и гори
- Славка Георгиева – Андреевич – републикански секретар за образование, наука и култура
- Галип Дема – републикански секретар за правосъдие
- Стоян Кьосев – директор на Републиканския завод за обществено планиране
- Круме Наумовски – председател на Републиканска комисия за физическа култура

### Промени от 1966
- Таип Таипи – републикански секретар за правосъдие[3]